# Язова планина
Язова планина е планина в Северозападна България, област Видин и Област Монтана, дял от Западна Стара планина. По североизточното ѝ подножие преминава условната граница между Западния Предбалкан и Западна Стара планина.
Язова планина се издига в западната част на Стара планина и е разположена между долините на реките Лом на северозапад и Огоста на югозапад и югоизток, които я отделят от Чипровска планина. Със същата планина се свързва чрез седловина висока 1383 м в района на рида Дебели рид. На североизток долината на река Превалска Огоста (ляв приток на Огоста) и Превалската седловина (535 м н.в.) я отделят и същевременно свързват с Широка планина, която е част от Западния Предбалкан.
Планината се простира от запад-северозапад на изток-югоизток на протежение от 15 км, а ширината ѝ е 5 км. Билото ѝ е остро, със стръмни склонове. Най-висок връх е Горно Язово (1573,2 м), разположен в югозападната ѝ част, в непосредствена близост до стиковката ѝ с Чипровска планина.
Изградена от гранити и палеозойски кристалинни скали. На тази база в района на град Чипровци и село Мартиново има находища на полиметални руди от пирит, магнетит, сидерит, халкопирит и галенит, които се експлоатират.
Климатът е умерено-континентален със сравнително студена зима и прохладно лято. Билото е заето от тревни растителни формации превърнати в пасища. По склоновете ѝ има гори от бук и горун, примесени с явор и габър. В най-ниските части естествената растителност е антропогенно променена.
По периферията на планината са разположени град Чипровци и още 6 села: Мартиново и Железна на юг, Митровци, Горна Лука и Превала на север и Горни Лом на северозапад.
По цялото северно подножие на планината, между селата Долни Лом и Белимел, на протежение от 17,1 км преминава участък от третокласен път № 102 от Държавната пътна мрежа Димово – Белоградчик – Монтана.
В най-югоизточната част на планина, над левия бряг на река Огоста, на 2 км от село Железна е разположен живописният Чипровски манастир.

## Топографска карта
- Лист от карта K-34-22. Мащаб: 1 : 100 000.